# Leopoldpark (Oostende)

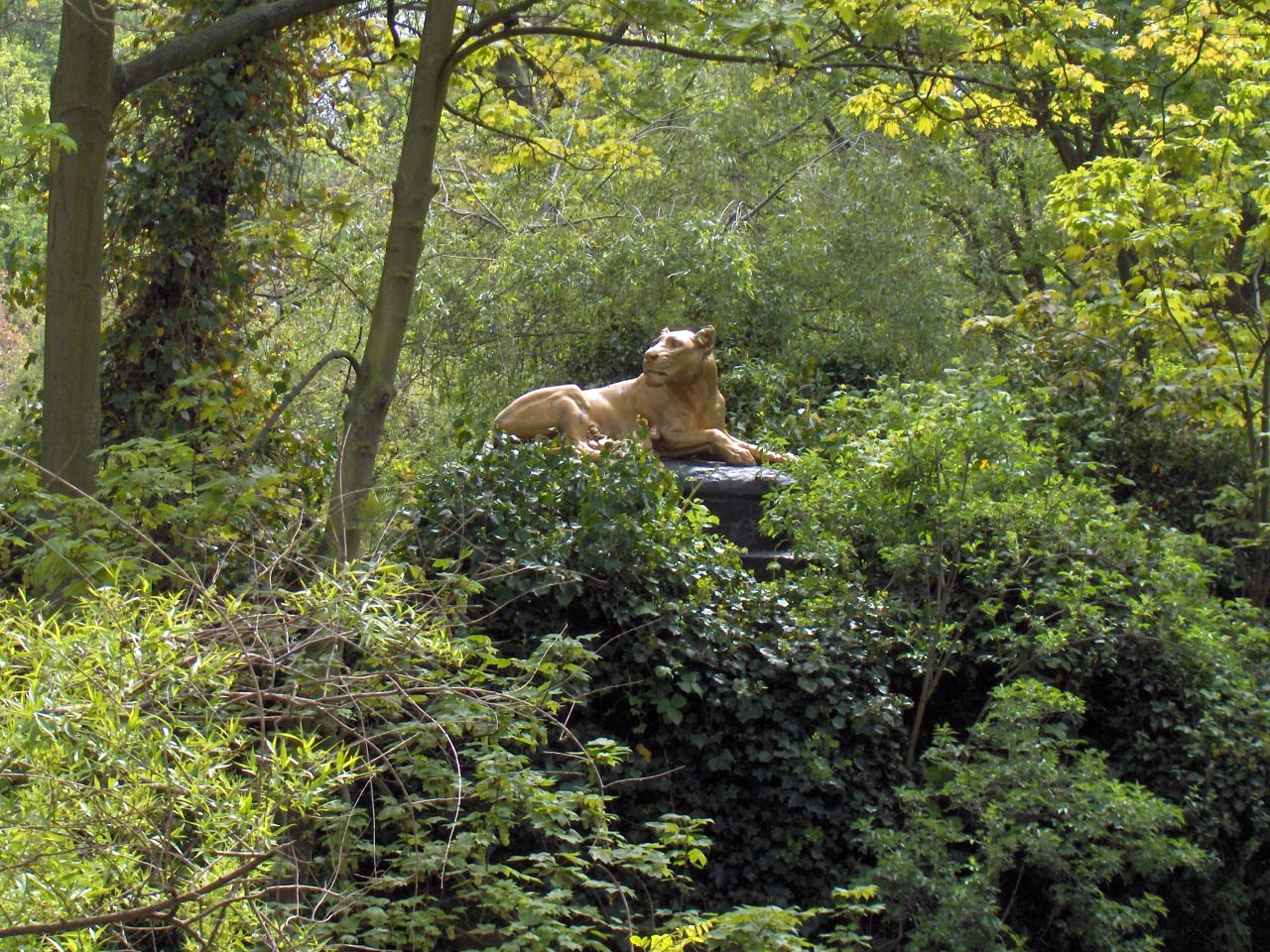
Leeuwin op de oude stadswal

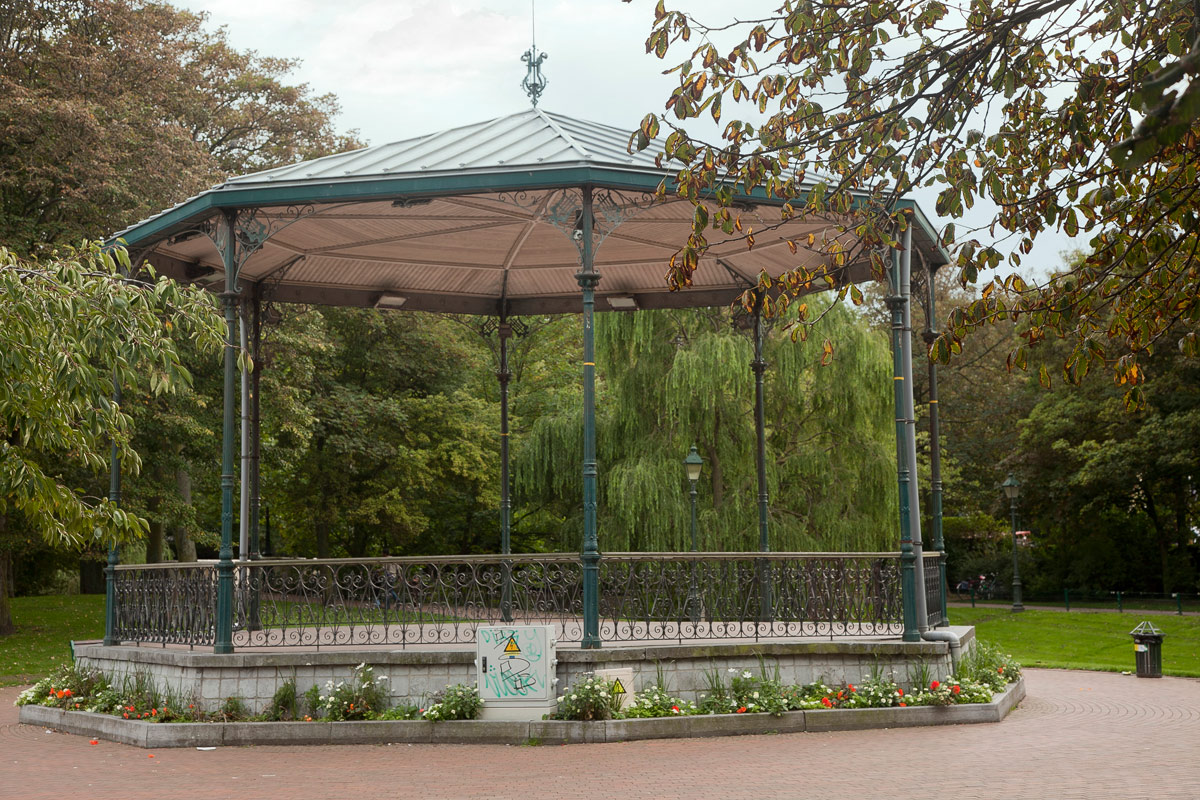
Muziekkoepel in het park

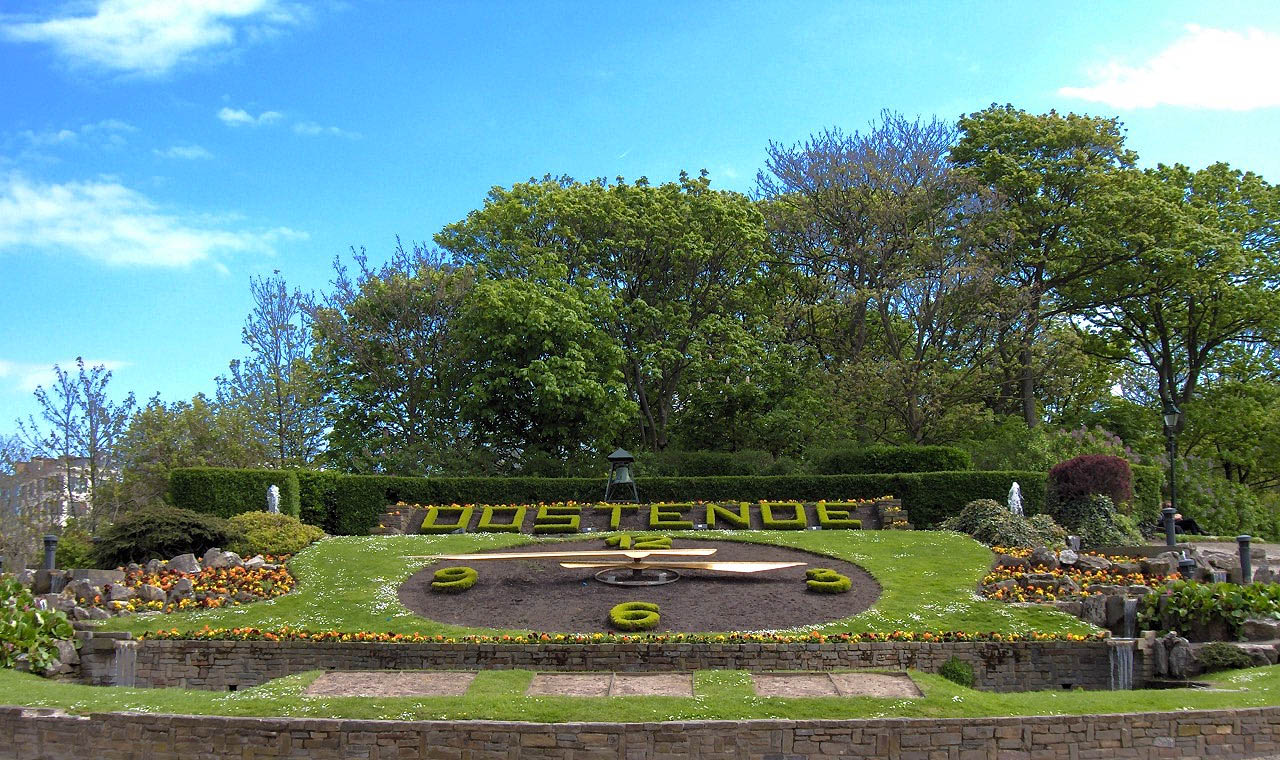
Het bloemenuurwerk

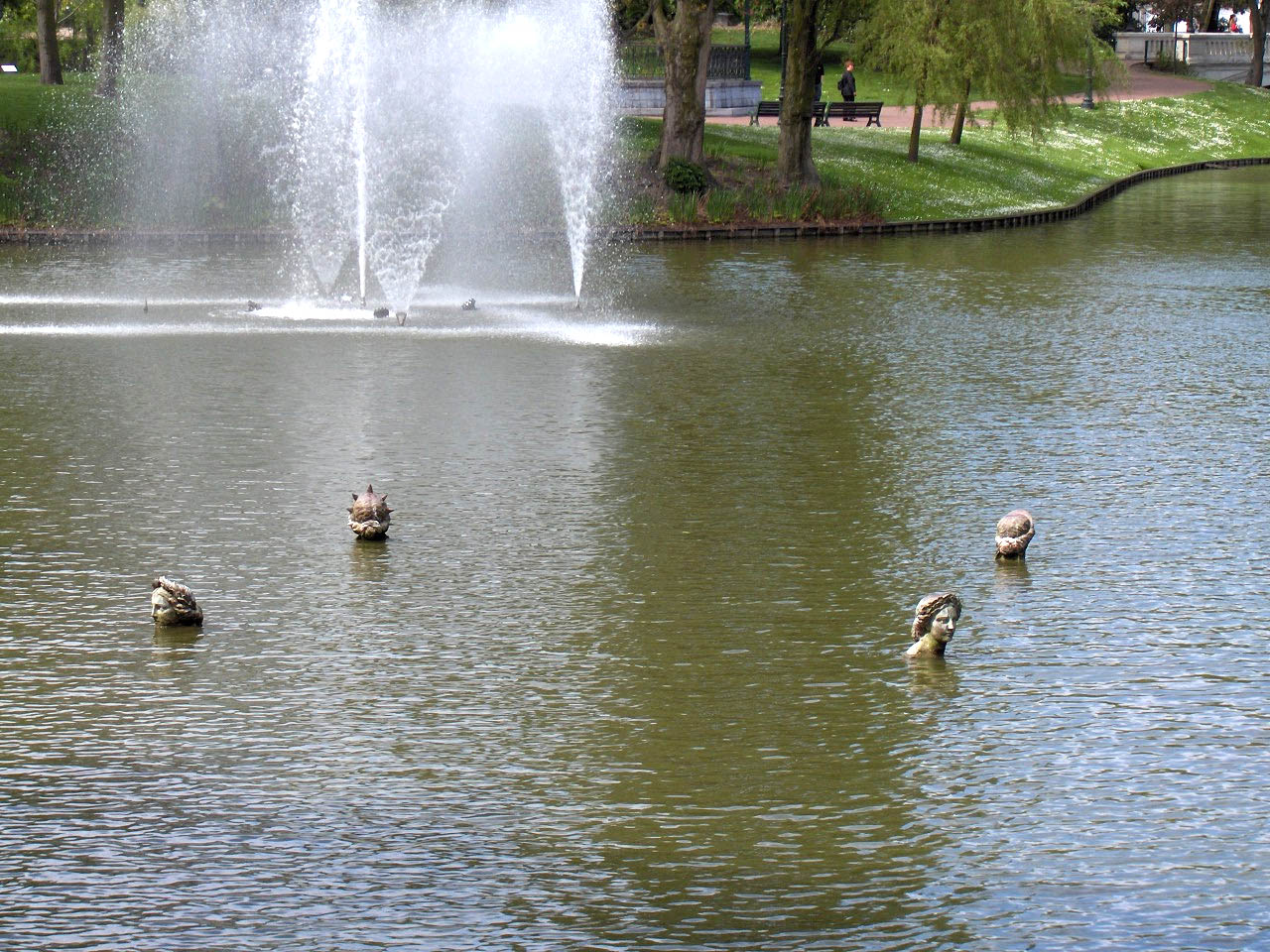
Allegorische koppen van Leo Copers

Het Leopoldpark te Oostende (België) werd ontworpen door de tuinarchitect Louis Fuchs (1818-1904) naar het model van een Engels park, met bruggetjes, wandelwegen en bloemperken. Het park werd gedeeltelijk aangelegd over de oude stadswallen, maar ook gedeeltelijk erbuiten in militair domein. Het heeft een oppervlakte van ongeveer vijf hectare.
Den hof, zoals het in de volksmond genoemd wordt, is een groene oase in het centrum van de stad, waar menig wandelaar kan genieten van de rust van de natuur.
Het park werd begonnen in 1861 en voltooid in 1870.
In 1859 vond men er twee wateraders. Hierop werden dan twee drankpaviljoentjes opgericht die bleven bestaan resp. tot 1940 en 1960. Menig Oostendenaar herinnert zich nog deze aantrekkelijke gebouwtjes en vindt het jammer dat, zeker het tweede paviljoentje, ten prooi viel aan de afbraakwoede van die tijd.
Een eerste reglement voor wandelaars verscheen in 1862, waarbij toeristen gratis toegang kregen, maar Oostendenaars toegang moesten betalen.
Een minigolf met cafetaria (aangelegd aan de voet van de stadswallen over de eerste twee tennisvelden van Oostende) en een kronkelend meer met eenden en zwanen vervolledigen dit park. In dit meer werden in het begin van de 20e eeuw grote waterfeesten ingericht.
Rond de houten muziekkiosk, midden in het park, uit 1885, versierd met smeedijzeren balustrades, bloemmotieven en gestileerde lieren, vinden regelmatig muzikale optredens plaats.
Te midden van al dit groen worden langs een beeldenroute allerlei kunstwerken tentoongesteld aan de passerende wandelaars.
- Het vermaarde bloemenuurwerk werd geplaatst in 1933. Het kwam geïsoleerd te liggen toen in 1956 de Leopold II-Laan werd verlengd tot aan de Casino Kursaal (in het verlengde van de autoweg Brussel-Oostende). Het bevindt zich nu langs de zijkant van het Leopoldpark sinds 1963. Het bloemenuurwerk heeft een doorsnede van 9 meter. Beide wijzers zijn bedekt met bladgoud. De bronzen klok uit 1748 is nog afkomstig uit de (afgebrande) Sint-Pieterstoren. Er worden elk jaar enkele tienduizenden bloemen en planten gebruikt om het bloemenuurwerk te versieren.
- Ernaast ligt, omgeven door druk verkeer, het bekendste vrouwenbeeld van Oostende: De Zee, een bronzen beeld uit 1954 van George Grard (1901-1984). Dit liggend naakt, in de volksmond steevast Dikke Mathilde genoemd, verbeeldt de weelderigheid en de sensualiteit van de zee, voorgesteld door de volle ronde vrouwelijke vormen. Het kijkt in de richting van het Casino Kursaal, waar het geplaatst was tot 1963.
- In het meer, vlak bij de fontein, bemerkt men vier bronzen beeldenkoppen uit 1998 van de kunstenaar Leo Copers (°1947). Deze koppen verbeelden Rechtspraak, Welsprekendheid, Rechtvaardigheid en Geschiedenis. Deze geven een zekere mysterieuze en poëtische dimensie aan de omgeving.
- Het bronzen beeld De Wind uit 1933 van de kunstenaar Emile Bulcke (1875-1963) is een ode aan zijn in 1918 overleden dochtertje Dinah.

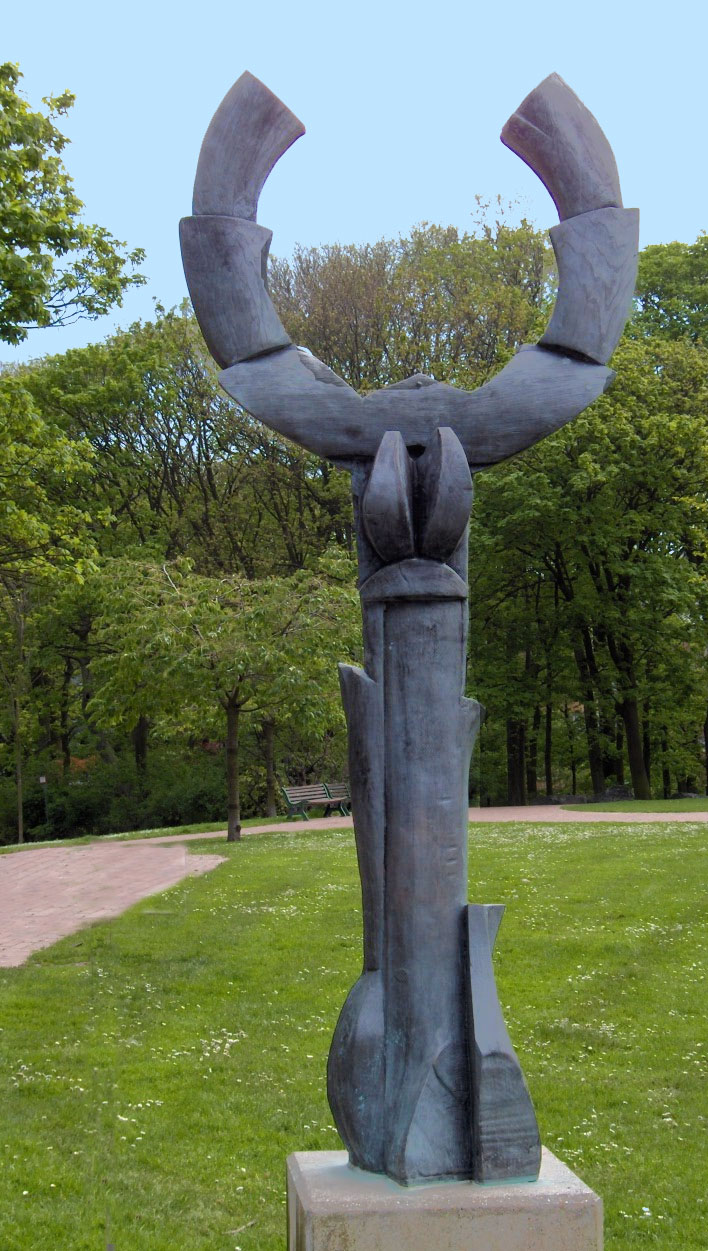
Het bronzen beeld Hoop uit 1997 van de Oostendse beeldhouwer Jacky De Maeyer is een totemsculptuur van 2,45 meter hoog. Het stelt de hoop voor als een open cirkel dat twee armen in de lucht reikt.
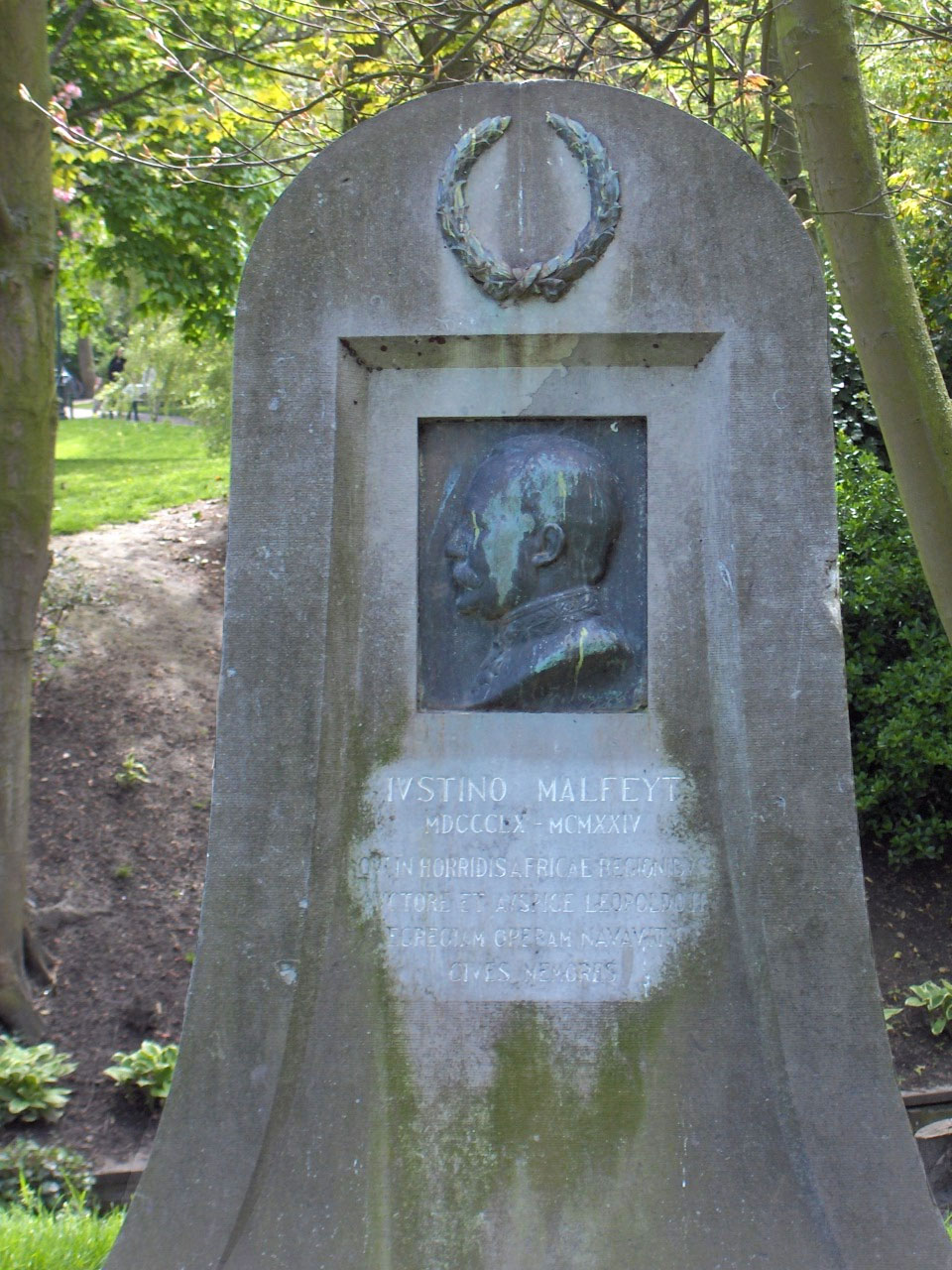
J. Malfeyt, vicegoverneur-generaal van Kongo.

- Het borstbeeld van James Ensor van de Brusselse beeldhouwer Edmond de Valériola (1877-1956) werd ingehuldigd in aanwezigheid van de beroemde Oostendse kunstschilder Ensor in 1930. De marmeren buste werd in 1985 vervangen door een bronzen replica van Irenée Duriez (°1950) en bevindt zich nu in het Ensorhuis in de Vlaanderenstraat.
- De stenen goudkleurige leeuwin met welp uit 1888 is de oudste sculptuur in dit park. Ze rust op het enige stukje stadswal dat nog overgebleven is. Ze verbeeldt de veilige moederschoot.
- Een gedenksteen uit arduin en brons voor Justin Malfeyt (1862-1924), vicegouverneur-generaal in Congo onder Leopold II. Het bronzen portret werd gemaakt door de beeldhouwer Frans Huygelen (1878-1940), de arduinen steen door de architect Paul Jaspar (1859-1945).
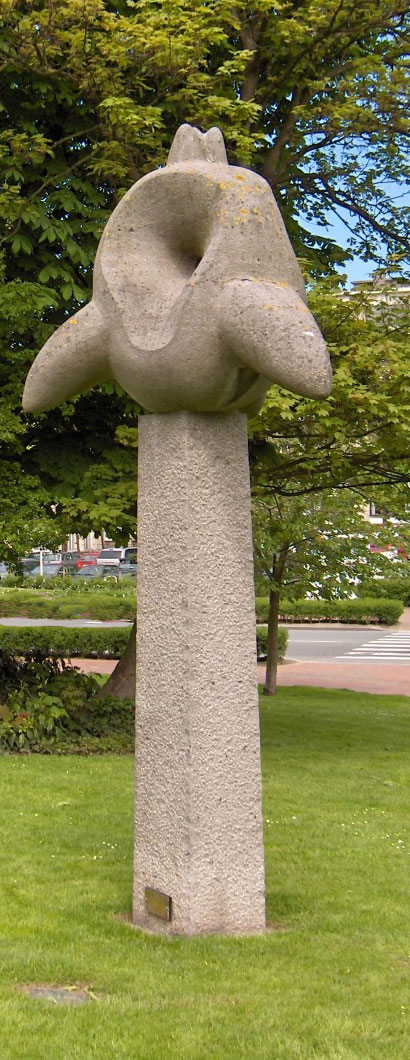
Het beeld Ruimtelijke zelfstandigheid uit 1962 is een blauwstenen zuil van 4 m hoog van de Oostendse beeldhouwer Gerard Holmens (1934-1995).